# Éco-score
L'Éco-score est un indicateur représentant l'impact environnemental des produits alimentaires. À l’instar du Nutri-score, il comporte cinq catégories : de A (vert, le choix vers lequel se tourner) à E (rouge, le choix à éviter). L’objectif est d’amener le consommateur à opérer des choix plus écologiques lors de ses achats alimentaires.

## Origine de l'Éco-score
L'une des propositions de la Convention citoyenne pour le climat (rapport de juin 2020) était de mettre en œuvre un « score carbone ». La loi française Climat & Résilience du 22 août 2021 portant lutte contre le dérèglement climatique et renforcement de la résilience face à ses effets prévoit l'affichage d'une information au consommateur obligatoire relative aux impacts environnementaux ou aux impacts environnementaux et au respect de critères sociaux d'un bien, d'un service ou d'une catégorie de biens ou de services mis sur le marché national (article 2).
Par ailleurs, étant donné la part importante des émissions importées dans les émissions de gaz à effet de serre en France, le gouvernement français a saisi en 2019 le Haut Conseil pour le climat, lui demandant « une étude méthodologique approfondie pour mieux déterminer l’empreinte carbone des produits importés en France ». L'une des recommandations du rapport qui en a résulté en 2020, « Mieux maîtriser l'empreinte carbone de la France », était de mieux informer les particuliers concernant l’impact climat des biens et services, notamment par la mise en place d’un « score carbone ».
Le projet de loi Climat et Résilience prévoit la possibilité de rendre cet affichage obligatoire progressivement sur les différentes gammes de produits et services au fur et à mesure des retours des expérimentations, sous réserve de la compatibilité avec le droit européen.

## Objectifs
Cet affichage remplit deux objectifs, l'information des consommateurs pour leur permettre de faire des achats éclairés et plus responsables et l'encouragement de la stratégie de responsabilité sociétale (RSE) des fabricants, distributeurs et producteurs.
L'Éco-score s'inscrit dans le cadre de l'expérimentation par l'ADEME de cet affichage : il a été développé dans un premier temps pour les produits alimentaires étant donné leur fort impact environnemental,.
Avant d’arriver dans notre assiette, les aliments doivent être produits, transformés, emballés, transportés, réfrigérés... Des étapes qui requièrent une grande quantité d’énergie et de matières premières, du combustible nécessaire pour chauffer les serres au carburant servant à l’acheminement de produits en magasin. Toutes ces étapes peuvent donc entraîner une pollution de l’environnement et l’émission de divers gaz polluants et à effet de serre.
Au total, la production et la consommation d’aliments sont responsables d’environ un tiers des effets nuisibles au climat, des changements climatiques à la perte de la biodiversité en passant par la perturbation du cycle de l’azote. En optant pour des aliments plus durables, le consommateur peut réduire ces effets.

## Conception
La méthodologie de calcul de l’Éco-score a été conçue par un collectif de dix acteurs en France : ECO2 Initiative, Etiquettable, FoodChéri, Marmiton, Open Food Facts, ScanUp, Seazon , Frigo Magic, La Fourche et Yuka. Le score a été introduit en France en janvier 2021 dans le but de fournir en un coup d’œil des informations sur l’empreinte environnementale d’un produit aux clients et de les aider à consommer de manière plus durable.
Dans le même objectif, Colruyt Group a été le premier distributeur belge à lancer l’Éco-score en Belgique en mars 2021. Le groupe, qui abrite entre autres les enseignes Colruyt, OKay, Spar, Bio-Planet et Cru, entend également, sur la base de ce calcul, rendre ses produits de marques propres plus durables. Quelques mois après Colruyt Group, le distributeur Carrefour a annoncé son intention d’afficher le score sur l’emballage de nombreux emballages de produits dans ses magasins en France. En août de la même année, l’enseigne Lidl a également suivi le mouvement en affichant le score sur ses étiquettes de prix.
En marge du score de produits de marques de distributeur, le score d’un nombre croissant de produits de marques nationales est également disponible.
L’Éco-score est disponible sur divers canaux :  sur les emballages ou les étiquettes de prix de nombre de produits, mais aussi sur différentes applications mobiles, sur différents sites webs, grâce à des scanners de code-barres ainsi que des fonctions de recherche, ainsi que sur l'API ouverte du gouvernement français.
La marque ECO-SCORE est une marque déposée et propriété de l’ADEME.

## Calcul
La méthode utilisée pour calculer l’Éco-score repose sur un double calcul : l’analyse du cycle de vie (ACV) d’une part, et un système de bonus-malus d’autre part.
L'analyse du cycle de vie (ACV) évalue 16 catégories d’impact qui influencent considérablement l’empreinte environnementale de produits tout au long de leur cycle de vie : changement climatique, consommation d’eau, utilisation des terres, particules fines, acidification… Toutes ces catégories d’impact sur l’environnement sont mesurées dans les différentes phases du cycle de vie du produit. Cette analyse va donc bien au-delà du calcul des émissions de dioxyde de carbone – l’empreinte carbone. Les analyses du cycle de vie de nombreuses catégories de produits sont disponibles dans la base de données française Agribalyse, conçue par l’ADEME et l’INRAE,,.
L’Éco-score applique également un système de points bonus/malus permettant de moduler ce score, pour tenir compte d'autres facteurs, qui n’entrent pas dans les analyses génériques du cycle de vie de la base de données Agribalyse : méthode de production (effets positifs de l’agriculture biologique ou extensive sur le bien-être animal ou le paysage), emballage (matériaux recyclables ou non), origine, politique environnementale du pays d’origine et biodiversité (utilisation d’espèces de poisson menacées). Par exemple, les produits pourvus d’un label biologique européen se voient attribuer 15 points bonus.

## Champ d'application
La méthode de calcul de l’Éco-score peut être appliquée à de nombreux produits alimentaires. Les fruits et légumes frais, l’eau, les boissons rafraîchissantes et les plats préparés ne disposent pas encore d’un Éco-score. Il s’agira d’abord de déterminer comment adapter la méthode de calcul à ces produits spécifiques et par exemple tenir compte des facteurs saisonniers.
Aujourd’hui, les produits non alimentaires ne présentent pas encore d’Éco-score. D’autres labels environnementaux existent pour ces types de produits, comme le label écologique de l’Union européenne, qui est établi sur l’analyse du cycle de vie (ACV).
Les appareils et ampoules électriques se voient également attribuer une étiquette-énergie , qui ne fournit qu’un aperçu de l’efficacité énergétique et non de l’empreinte environnementale totale.

## Critiques
- Les résultats d’une analyse du cycle de vie expriment les effets sur l’environnement par kilogramme produit et consommé[13]. L’analyse ne porte pas sur un produit en particulier, mais toujours sur une catégorie de produits. Les biscuits au chocolat, par exemple.
- L'association de consommateurs Que Choisir critique la méthode choisie et l'incomplétude des données d'Agrybase, qui conduirait à favoriser certaines pratiques de l'agriculture intensive[14].
- L'affichage du nutri-score et de l'éco-score sont semblables. Ainsi, des produits estampillés par un nutri-score E peuvent être valorisés par un éco-score A. En mettant l'éco-score d'une façon plus accessible et plus rapide aux yeux, les consommatrices et consommateurs sont être bernés[15].

## Mise en place d'un Éco-score harmonisé au niveau européen
Parallèlement, plusieurs voix se font entendre en faveur de la mise en place d’un Éco-score harmonisé par la Commission européenne,